# Шерман (Коннектикут)
Шерман (англ. Sherman) — місто (англ. town) в США, в окрузі Ферфілд штату Коннектикут. Населення — 3527 осіб (2020).

## Демографія
Згідно з переписом 2010 року, у місті мешкала 3581 особа в 1388 домогосподарствах у складі 1029 родин. Було 1831 помешкання
Расовий склад населення:
| - 96,9 % — білих - 1,0 % — азіатів - 0,4 % — чорних або афроамериканців |

До двох чи більше рас належало 1,3 %. Частка іспаномовних становила 2,1 % від усіх жителів.
За віковим діапазоном населення розподілялося таким чином: 23,2 % — особи молодші 18 років, 59,8 % — особи у віці 18—64 років, 17,0 % — особи у віці 65 років та старші. Медіана віку мешканця становила 47,4 року. На 100 осіб жіночої статі у місті припадало 100,4 чоловіків;  на 100 жінок у віці від 18 років та старших — 101,0 чоловіків також старших 18 років.
Середній дохід на одне домашнє господарство  становив 184 143 долари США (медіана — 113 636), а середній дохід на одну сім'ю — 202 653 долари (медіана — 121 667). Медіана доходів становила 85 333 долари для чоловіків та 42 340 доларів для жінок. За межею бідності перебувало 0,3 % осіб, у тому числі 0,0 % дітей у віці до 18 років та 0,0 % осіб у віці 65 років та старших.
Цивільне працевлаштоване населення становило 1929 осіб. Основні галузі зайнятості: освіта, охорона здоров'я та соціальна допомога — 21,1 %, науковці, спеціалісти, менеджери — 19,4 %, фінанси, страхування та нерухомість — 11,2 %, виробництво — 10,6 %.